# NKノヴァリャ
NKノヴァリャ（NK Novalja）は、クロアチアのリカ＝セニ郡ノヴァリャをホームタウンとするサッカークラブである。

## 歴史
ドルガHNLに所属していた2004-05シーズンは最終節までNKフルヴァツキ・ドラゴヴォリャツと優勝争いを演じ、南地域の優勝チームとして北地域で優勝したHNKツィバリア・ヴィンコヴツィとのプルヴァHNL昇格プレーオフに出場した。第1戦は0-4、第2戦は1-1で引き分けて敗退、プルヴァHNLで11位のNKメジムリェ・チャコヴェツとの入れ替え戦に出場した。入れ替え戦も0-2、1-1で敗れてプルヴァHNL昇格を逃した。

## 獲得タイトル
- ドルガHNL：1回
  - 2004-05

## 歴代所属選手
- 間瀬秀一 2000
- ロヴレ・カリニッチ 2009-2010
- スルダン・ペツェル 2010-2011